# Числов, Александр Владимирович
Алекса́ндр Влади́мирович Число́в (13 октября 1964, Грозный — 29 августа 2019, Москва) — советский и российский актёр театра и кино, наиболее известный по эпизодическим ролям в более чем 150 кинофильмах.

## Биография
Александр Владимирович Числов родился 13 октября 1964 в Грозном в семье Владимира Павловича и Валентины Александровны Числовых.
В 1982 году Александр вместе с семьёй переехал из Грозного в Москву. Окончил театральную студию «Гармония» у Михаила Романенко.
Числов снялся во многих фильмах режиссёра Хусейна Эркенова («Сто дней до приказа», «Не стреляйте в пассажира», «Чёрный мяч» и др.).
Александр Числов исполнял в основном эпизодические роли комического, буффонадного характера. За время своей творческой деятельности снялся в 166 фильмах и телевизионных сериалах.

### Смерть
29 августа 2019 года Александр Числов скончался в результате обострения пневмонии. Некоторые СМИ также писали о том, что он был болен СПИДом (о чём также говорилось в одном из выпусков телепередачи «Андрей Малахов. Прямой эфир»). Перед смертью актёр испытывал проблемы с психикой из-за злоупотребления алкоголем.
Церемония прощания состоялись 2 сентября на Николо-Архангельском кладбище; перед смертью актёр просил, чтобы его тело кремировали. Прах захоронен на кладбище села Щелканово (Юхновский район, Калужская область).

## Фильмография
1. 1989 — Процесс — секретарь суда
2. 1989 — Жизнь по лимиту — студент
3. 1989 — Беспредел — Мойдодыр
4. 1990 — Сто дней до приказа — Зырин
5. 1990 — Русская рулетка — хулиган
6. 1990 — Очищение — Снегирь
7. 1990 — Облако-рай — кореш Филомеева
8. 1990 — О, поле, поле — Лямин
9. 1990 — Мария Магдалина — Коля
10. 1990 — Испанская актриса для русского министра
11. 1990 — Дураки умирают по пятницам — Дебил
12. 1991 — Яд скорпиона — «Малыш»
13. 1991 — Холод — Тэке
14. 1991 — Дело Сухово-Кобылина
15. 1992 — Горячев и другие — Володя
16. 1992 — Очень верная жена
17. 1992 — Билет в красный театр, или Смерть гробокопателя — Полуянов
18. 1992 — Арбитр — милиционер
19. 1993 — Сны — Олег, член правительства
20. 1993 — Про бизнесмена Фому — Сашка Попов
21. 1993 — Не стреляйте в пассажира! — зазывала
22. 1991 — Маэстро с ниточкой — гость на свадьбе
23. 1994 — Петербургские тайны — парикмахер
24. 1994 — Курочка Ряба — секретарь
25. 1994 — Воровка
26. 1995 — Роковые яйца — Петька
27. 1995 — Ночь и день — младший сын
28. 1996 — Любить по-русски 2 — ныряльщик
29. 1996 — Кафе «Клубничка» — Числов
30. 1997 — Котовасия — Вован
31. 1997 — Всё идёт хорошо
32. 1997 — Вор — студент
33. 1998 — Паранойя
34. 2001 — Хозяин империи — Лёша
35. 2001 — Курортный роман — официант
36. 2001 — Два солдатика бумажных — охранник
37. 2002 — Чёрный мяч — следователь
38. 2002 — Специальный репортаж, или Супермен этого дня — Костя
39. 2002 — Следствие ведут ЗнаТоКи. Пуд золота — Попков
40. 2002 — Моя граница — Горин
41. 2002 — Ледниковый период — Савва
42. 2002 — Каменская 2 — водитель автобуса
43. 2002 — Женская логика — Перепень
44. 2002 — Железнодорожный романс — рэкетёр
45. 2002 — Глаза Ольги Корж — Лёша Ковров
46. 2003 — Участок — Желтяков
47. 2003 — C ног на голову
48. 2003 — C новым годом, с новым счастьем!
49. 2003 — Ребята из нашего города — водитель-общественник
50. 2003 — Приключения мага — торговец таблетками
51. 2003 — Огнеборцы — Юрка
52. 2003 — На углу, у Патриарших 3 — Шаболтай
53. 2003 — Лучший город Земли — Рязанцев
54. 2003 — Колхоз Интертейнмент — Барсуков
55. 2003 — Желанная — почтальон
56. 2003 — Есть идея — главный кладовщик
57. 2003 — Амапола — милиционер
58. 2004 — Чудеса в Решетове — «Прыщ»
59. 2004 — Узкий мост — актёр в рекламе майонеза «Иван Иваныч»
60. 2004 — Тайна Голубой долины — Витёк
61. 2004 — Плакальщик или Новогодний детектив — «Папа Карло»
62. 2004 — Новый год отменяется! — Тупица
63. 2004 — Нечаянная радость — судебный пристав
64. 2004 — Надежда уходит последней — бандит
65. 2004 — Моя большая армянская свадьба — разносчик пиццы
66. 2004 — Евлампия Романова 2. Следствие ведёт дилетант — продавец
67. 2004 — Дальнобойщики 2 (6-я серия «Полуторка») — Зоха
68. 2004 — Бомба для невесты — Экс-жених
69. 2005 — Примадонна — Антон
70. 2005 — Не родись красивой — субъект казино с кубиком Рубика
71. 2005 — Я тебя обожаю — грабитель
72. 2005 — Хиромант — санитар морга
73. 2005 — Свой человек — Макся
74. 2005 — Рысак — Василий
75. 2005 — Продаётся дача — милиционер
76. 2005 — Неуправляемый занос
77. 2005 — Не забывай — фотограф
78. 2005 — МУР есть МУР 2 — Роберт Федосеевич Жабко
79. 2005 — Игра мимо нот — оценщик в антикварном магазине
80. 2005 — Горыныч и Виктория — Гриша
81. 2006 — Яр — Дьякон
82. 2006 — Точка — лейтенант
83. 2006 — Телохранитель — сосед
84. 2006 — Страсти по кино — Саша
85. 2006 — Русское средство — спонсор
86. 2006 — Рекламная пауза — хозяин пуделя
87. 2006 — Под ливнем пуль — полицай Михей
88. 2006 — Парижане — Чумка
89. 2006 — Испанский вояж Степаныча — адъютант
90. 2006 — Заколдованный участок — Желтяков
91. 2006 — Девочка с севера — Косой
92. 2006 — Была не была
93. 2006 — Парижане — Чумка
94. 2007 — Папины дочки — Семён
95. 2007 — Трюкачи — Хохол
96. 2007 — Одна любовь на миллион — ведущий мероприятия
97. 2007 — На пути к сердцу — Курица
98. 2007 — Моя мама — Снегурочка — бомж
99. 2007 — Кровавая Мэри — Белуга
100. 2007 — Закон и порядок: Отдел оперативных расследований — Потьмин
101. 2007 — Виола Тараканова-3 — Николка
102. 2007 — Бухта пропавших дайверов — Стёпа, экскурсовод
103. 2007—2016 — След
104. 2008 — Украсть у — Миша
105. 2008 — Телохранительница — Лапочка
106. 2008 — Позвони в мою дверь — нотариус
107. 2008 — Охота на Берию — банщик
108. 2008 — Общая терапия — Марат Ёлкин
109. 2008 — Наследство — лейтенант милиции
110. 2008 — Криминальное видео — Елагин
111. 2008 — Знахарь — «Лиса», бежавший заключённый
112. 2008 — Галина — Зайчик
113. 2008 — Агентство «Мечта»
114. 2009 — Самый лучший фильм 2 — Гитлер
115. 2009 — Высший пилотаж — Парамоныч
116. 2009 — Монро — Петя
117. 2010 — Пожар — Рома Рыба
118. 2010 — Иванов
119. 2010 — «Залезь на луну»
120. 2010 — Белый налив — негодующий отец в роддоме
121. 2010 — Холодное сердце — Иваненко, врач
122. 2011 — Профиль убийцы — Олег Демидов
123. 2011 — Криминальные обстоятельства — Григорий
124. 2011 — Вождь разнокожих — Степан, сантехник
125. 2011 — Москва. Три вокзала — 2 — мужчина на вокзале (серия «Окончательный диагноз»)
126. 2011 — Товарищи полицейские — Пётр Богданович Потапович («Петя Хохол»)
127. 2012 — Шаповалов — Котиков, бомж
128. 2013 — Легенда № 17 — алкоголик в КПЗ
129. 2013 — Сухим из морской воды
130. 2013 — Балабол — Сергей Тюленин, (Тюля), грабитель
131. 2013 — Осторожно, дети!
132. 2013 — По лезвию бритвы — Степан, возница
133. 2013 — Учитель в законе. Возвращение — «Чика», заключённый в СИЗО
134. 2014 — Временщик — Данилка
135. 2014 — Под каблуком — врач
136. 2014 — Питер-Москва — напарник Дениса
137. 2014 — Тайный город — «Сабля» из Великого дома Красной шапки
138. 2014 — Косатка — бомж «Веснушка»
139. 2014 — Как развести миллионера — Лейкин, пациент
140. 2014 — Инквизитор — Шульгин, мастер в автомастерской
141. 2015 — Обочина (фильм) — отец Вовки
142. 2015 — Профиль убийцы 2 — Олег Демидов («Дёма»)
143. 2016 — Человек из будущего — Меркурьев
144. 2016 — Женщина без чувства юмора — директор реставрационной мастерской
145. 2016 — Штрафник — директор филармонии
146. 2017 — Кровавая барыня — Алёшка, слуга доктора
147. 2017 — Битва за новоюжку 3. Политик
148. 2019 — Выстрелы — Михаил, майор полиции
149. 2019 — Снайпер (сериал) — Паша, заложник
150. 2019 — Зулейха открывает глаза (сериал) — Денисов, председатель колхоза
151. 2019 — Рикошет — «Плешь», бомж
152. 2019 — Скажи что-нибудь хорошее — Цаплин
153. 2019 — Поселенцы — Мысин
154. 2020 — #с_училища — Егор

### Киножурнал «Ералаш»
1. 2003 — Выпуск № 167 (сюжет «А ну-ка, отними!»)[8] — папа мальчика (нет в титрах)
2. 2009 — Выпуск № 233 (сюжет «Жених»)[9] — прохожий мужчина, оказавшийся в школе

## Озвучивание мультфильмов
1. 2009 — Мальчик-деревце
2. 2016 — Синдбад. Пираты семи штормов — Азим

## Награды
- 2016 — приз за лучшую мужскую роль XVII фестиваля кинокомедии «Улыбнись, Россия!» за роль в фильме «Человек из будущего»[10].

## Критика
Кинообозреватель интернет-издания «Ридус» Максим Марков в своей рецензии на фильм «Человек из будущего» утверждал, что Александр Числов сыграл в этом фильме, по мнению Маркова, самую главную роль своей жизни, заслуживающую бурных аплодисментов. Также Марков высказал свою радость за то, что Числов не испугался играть роль настолько, по мнению Маркова, запредельного глупца. По утверждению Маркова, Числов сыграл роль с искренней верой в предложенные обстоятельства. По словам Маркова, несмотря на наличие у Числова огромного послужного списка ролей, до фильма «Человек из будущего» актёр запомнился Маркову лишь эпизодической ролью алкаша в «Легенде № 17», образ которого, по мнению Маркова, оказался чрезвычайно выразителен и ёмок. Как посчитал Марков, то, что Числов смог запомниться крохотной ролью в фильме с настолько большим количеством действующих лиц, является огромной победой артиста.